# ウーゴ・ゴメス・ドス・サントス・シウヴァ
ジャジャ（Jajá）ことウーゴ・ゴメス・ドス・サントス・シウヴァ（ポルトガル語: Hugo Gomes dos Santos Silva、1995年3月18日 - ）は、ブラジルのサッカー選手。ポジションはMF。

## クラブ歴
ECティグレス・ド・ブラジウの下部組織に2006年まで在籍し、CRフラメンゴの下部組織に移った。2015年1月1日にフラメンゴとプロ契約を締結。9月11日にマラカナン・スタジアムで行われたクルゼイロEC戦で92分にパウリーニョと交代で出場し初出場。2016年5月9日にアヴァイFCに期限付き移籍。5月28日にプロ初得点をカンピオナート・ブラジレイロ・セリエBで決めた。2017年はトンベンセFC、ヴィラ・ノヴァFCに期限付き移籍した。

## 代表歴
U-20代表として2015年に2015 FIFA U-20ワールドカップに出場した。